# Feral Hearts (canção)
"Feral Hearts" é uma canção da cantora estoniana Kerli. Ele é um single incluído no terceiro extended play de Kerli, Kerli (2016). Foi lançado em 19 de fevereiro de 2016, sendo seu primeiro trabalho como artista independente, mas ela publicou a canção em 10 de fevereiro em sua página oficial do SoundCloud . A letra da música fala sobre "voltar para as suas raízes"  e encontrar seus instintos. Um vídeo da música foi lançado no canal oficial de Kerli no YouTube em 25 de fevereiro de 2016. Um EP, contendo três remixes da música foi disponibilizado no iTunes no dia 8 de abril .

## Lançamento e promoção
Kerli apresentou a música pela primeira vez em 18 de fevereiro de 2016, na torre medieval Kiek in de Kök, e, um dia depois, a música foi lançada no iTunes para compra. O vídeo musical para a canção foi lançado no dia 25 de fevereiro, com o lançamento de um teaser no dia 18 de fevereiro através de seu Instagram; em 26 de fevereiro, Kerli lançou uma versão para piano da música intitulada "Feral Hearts (The Sacred Forest Sessions)" no iTunes.

## Composição
"Feral Hearts" é definido em um 3/4 do tempo de assinatura, com um tempo rápido de 180 batimentos por minuto. O equivalente de este tempo em 4/4 assinatura é de 120 batidas por minuto. Musicalmente, "Feral Hearts" incorpora cordas e instrumentação atmosférica, bem como vocais de fundo acompanhando a voz de Kerli durante todo o refrão.

## Vídeo da música
O vídeo da música "Feral Hearts", foi lançado em 25 de fevereiro de 2016. Kerli desenhou os quatro personagens que ela retrata: uma borboleta, uma sereia, uma aranha e um cervo branco.

## Lista de faixas
Download digital
1. "Feral Hearts" – 4:38

The Sacred Forest Sessions
1. "Feral Hearts (The Sacred Forest Sessions)" – 5:03

Remixes EP
1. "Feral Hearts (Melvv Remix)" – 5:04
2. "Feral Hearts (Fatum Remix)" – 3:59
3. "Feral Hearts (Varien Remix)" – 4:31